# Лифшиц, Михаил Юзефович
Михаил Юзефович Лифшиц (19 декабря 1949, Москва — 19 ноября 2019, Москва) — российский писатель, публицист, драматург.

## Биография
Михаил Лифшиц родился 19 декабря 1949 года в Москве в творческой семье. Отец, Юзеф Иосифович Лифшиц, до войны работал в газете «Комсомольская правда», Великую Отечественную войну прошел фронтовиком, военным журналистом. В 1950-х работал в газете «Красная звезда», с конца 1960-х до конца 1980-х в международном отделе газеты «Советская Россия».
Мать — писательница Белла Леонидовна Леонидова (настоящее имя Белла Леонидовна Лифшиц). Автор книг и сборников, посвященных вопросам воспитания и семьи: «Димка познает себя», «Пришел из школы…», «Девицам — красавицам» и др.. Занималась публицистикой, сотрудничала с журналами «Работница», «Крестьянка», общественно-политическими изданиями.
Учился в школе № 612 в Потаповском переулке в Москве. По собственным словам, «стихи сочинял c детства», но выбрал профессию инженера. В 1967 году поступил в Московский электротехнический институт связи на факультет автоматики, телемеханики и электроники, который окончил по специальности радиотехника в 1972 г.

### Работа в «почтовых ящиках»
С 1972 по 1997 годы работал на закрытых оборонных предприятиях, в числе которых упоминаются МКБ «Кулон», НПО «Фазотрон», МНИИ «Агат». В 1997 году завершил работу в оборонно-промышленном комплексе, пройдя путь от техника-практиканта в антенной лаборатории до главного конструктора российско-китайской разработки. Жизнь, проблемы, культура и быт советских инженеров второй половины XX века позднее были отражены в романе «Почтовый ящик» (2000—2001; 2004 гг.).

### Наука и преподавание
Имел ученую степень кандидата технических наук. С 1999 года совмещал литературную деятельность с преподаванием в Московском техническом университете связи и информатики, сначала в должности доцента, а затем профессора кафедры технической электродинамики и антенн.
Научная деятельность была связана с антеннами. Были опубликованы работы о фазовом соотношении суммарного и разностного сигналов пеленгационных антенн и методике проектирования полосковых антенных решеток с сетчатой топологией.
Являлся автором учебных пособий «Антенно-фидерные устройства и распространение радиоволн», «Антенны. Физические основы работы. Параметры. Несколько классов антенн с расчетными примерами».
В 2008 году оставил профессорскую должность и посвятил основное время литературной работе. Проблемы фиктивного высшего образования и коррупции в вузах заняли значимое место в публицистике, стали центральной темой пьесы «Холодный профессор» (2010—2011 гг.).

### Литературная деятельность
Первая книга Михаила Лифшица, автобиографическая повесть «Любовь к родителям», была издана в 1999 году. В 2002 году вышел роман «Почтовый ящик» о жизни технической интеллигенции, работников советской, затем российской оборонной промышленности второй половины XX века.
В сборник «Толга» (2006) вошли одноимённая поэма, повесть «Любовь к родителям», роман «Почтовый ящик» и рассказы. Издание было также выпущено в формате аудиокниги, чтецом выступил актёр Николай Савицкий.
В 2010 году Михаил Лифшиц был принят в Московскую городскую организацию Союза писателей России.
В 2012 году на Украине был издан роман «Обналичка и другие операции», посвященный эпохе возникновения теневой экономики и финансовых махинаций в «лихие 90-е». Отмечен МГО СП России в рамках конкурса «Лучшая книга 2011—2013».
В 2015 году вышло собрание сочинений Михаила Лифшица в 2-х томах. Кроме ранее изданного, в сборник вошла повесть «Дуэльная ситуация», лирика, пьеса «Холодный профессор», рассказ «Старший лейтенант Шаповалов», рецензии, публицистика. Детективная повесть «Дуэльная ситуация» о разоблачении иностранных агентов в российской власти была отмечена Следственным комитетом Российской Федерации за «неординарный подход к освещению деятельности» ведомства.
С 2010 по 2015 год наряду с художественной литературой занимался публицистикой и критикой. Сотрудничал с изданиями «Частный корреспондент», «Литературная газета», «Взгляд», «Свободная пресса», журналом «Знамя», газетой «Культура». Вел собственный блог в «Живом Журнале». Был противником фиктивного массового высшего образования, освещал проблемы плагиата, утечки мозгов, «еврейского вопроса» в обществе и литературе.
Начиная с 2015 года творчество Михаила Лифшица сосредоточено на драматургии. На основе повести «Любовь к родителям» и рассказа «Враки» была написана пьеса «Главная роль». Пьеса была поставлена в Театре на Таганке и в Центральном академическом театре Российской Армии.
Спустя год после смерти писателя, в 2020 году в издательстве «Зебра-Е» было переиздано собрание сочинений в 2-х томах.

### Семья
- Отец — Юзеф Иосифович Лифшиц (1916—1995), журналист, военный журналист, фронтовик.
- Мать — Белла Леонидовна Лифшиц (1923—2008), писательница, публицист. Издавалась под псевдонимом Белла Леонидова. Приходилась двоюродной сестрой Юрию Зарецкому, одному из спасенных узников Витебского гетто.
- Брат — Братанов Дмитрий Юзефович (1955—1978), умер в 22 года от той же болезни легких, которой страдал Михаил Лифшиц, это отражено в автобиографической повести «Любовь в родителям».

Родители и брат Михаила Лифшица похоронены на Востряковском кладбище в Москве.
- Дядя по отцу — Владимир Иосифович Лифшиц, адвокат, автор научно-популярных книг об адвокатуре[15]. Представлял интересы погибших защитников Белого дома во время августовского путча 1991 года в рамках дела ГКЧП[16]. Был женат на Татьяне Тихоновне Хвесиной, дочери революционера и государственного деятеля Тихона Серафимовича Хвесина[17].
- Двоюродная сестра — Алла Рубин (США), писательница[18].
- Жена — Сухова Надежда Тимофеевна (род. 9 августа 1950), радиоинженер, училась с Михаилом Лифшицем в одной группе, впоследствии также работала в МКБ «Кулон», НПО «Фазотрон».
  - Сын — Илья Михайлович Лифшиц, адвокат, партнер адвокатского бюро, доктор юридических наук, автор научных работ и учебных пособий[19]. Профессор кафедры международного права Всероссийской академии внешней торговли[20].
  - Дочь — Наталья Михайловна Горленко, искусствовед, историк искусств, кандидат искусствоведения[21], арт-консультант[22].

### Художественная литература
- Любовь к родителям. Повесть, рассказы, стихотворения. — М.: Воскресенье, 1999.
- Почтовый ящик. Роман, рассказы. — М.: «Евразия +», 2002.
- Толга. Поэма, роман, повесть, рассказы. — М.: Издательский дом «Парад», 2006.
- Обналичка и другие операции. — Киев: «Национальный Книжный Проект», 2012.
- «Собрание сочинении в двух томах», М.: «Зебра-Е», 2015[23][24].
- «Собрание сочинении в двух томах», М.: «Зебра-Е», 2020.

### Научная литература
- Антенно-фидерные устройства и распространение радиоволн: учеб. пособие / М. Ю. Лифшиц. — Москва: МТУСИ, 2005 (М.: ООО «Инсвязьиздат»).
- Антенны. Физические основы работы. Параметры. Несколько классов антенн с расчетными примерами / М. Ю. Лифшиц. — Москва: Вузовская книга, 2009.
- Лифшиц М. Ю. О фазовом соотношении суммарного и разностного сигналов пеленгационных антенн // Антенны. 2003. № 12. С. 28-32.
- Лифшиц М. Ю., Вдовин Н. Г., Давыдов А. Г. Методика проектирования полосковых антенных решеток с сетчатой топологией // Антенны. 2006. — N 12. — С. 12-17.

## Постановки
В конце 2016 года по пьесе Михаила Лифшица «Главная роль» состоялась антреприза в Театре на Таганке в постановке режиссёра Нины Чусовой.
В 2018 году пьеса «Главная роль» была поставлена режиссёром Игорем Афанасьевым на сцене Центрального академического театра Российской Армии в жанре музыкальная комедия. С 2018 года спектакль «Главная роль» является репертуарным спектаклем театра, роль главной героини исполняет народная артистка России Ольга Богданова.